# ウッチィ
ウッチィ（1979年4月23日 - ）は、日本のお笑いタレント、ピン芸人、女優。本名：白川 桂子（しらかわ けいこ）。
愛知県岡崎市出身。ホリプロ、FPアドバンス（芸能事業部）所属、フリー活動を経て、2013年より吉本興業東京本社（東京吉本）所属。

## 来歴・人物
- 愛知県立知立東高等学校卒業[2]。2002年、大阪芸術大学芸術学部舞台芸術学科演技・演出コース卒業[2]、その後オーディションを経てデビュー。その時は俳優のオーディションだと思い受けたが、芸人のオーディションだったという[4]。
- 2009年12月までホリプロに所属。翌年2010年1月からはフリーで活動。
- くりことのお笑いユニット「けいこ￠くりこ」としても、イレギュラーで活動していた。一方で、役者として舞台出演することもある。
- 内海桂子と名前が一字違いということもあって、後輩らから「師匠」とも呼ばれているという[5]。
- 2010年2月8日に東京ビッグサイトで行われたトレードショーにて扇堂の揚げもちのキャンペーンガールを務め、以後同社の「揚げもちガール」としても活動することになった[6]。
- 2010年4月1日から、FPアドバンス所属となる[7]。
- 2012年3月31日に、東京・新宿のネイキッドロフトで初の単独ライブとなる『下ネタ封印ライブ』を行い、全ての下ネタの封印、『2代目内田桂子』の譲渡、内田桂子としての芸名の封印を宣言し、自分は芸名をウッチィと改めることになった[8]。このすぐ後に東京NSC18期生として入学、翌2013年に卒業し、よしもとクリエイティブ・エージェンシー所属が決まる。
- 2014年3月、風船芸人松下笑一に師事し、バルーンアートを始める[9]。
- 2019年2月、同じよしもとクリエイティブ・エージェンシー所属の快盗スズメの白川誠と結婚したことを自身のtwitterで発表した。
- 2021年8月、夫のコンビである快盗スズメと共に美祢市魅力発掘隊に就任し、山口県住みます芸人として活動中。

## 芸風
- 狂言師のキャラクターでは「ポロリ、ポロリ、涙がポロリ…」などの台詞を合間に繰り出しながら演じる。『エンタの天使』では、このキャラクターで出演した。
- 魔女のキャラクターでは「思わず言葉がエロく聞こえてしまう魔法」をかけ、そういう言葉をネタにするというものを演じている。
- その後演じているのは、超ハイレグのレオタードを着て「きわどい」ネタを連発するというものや、暗めのキャラクターの「小さい幸せ見ーつけた」のネタなど、様々なキャラクターを演じる。
- 「けいこ￠くりこ」では、下ネタを披露することが多かった。
- バルーンアートを習得してからはバルーンを使用したネタも行っており、バルーンアートの全国大会にも出場している[10]。

## 過去の出演

### テレビ
- わかってちょーだい!（フジテレビ）再現VTR出演
- エンタの天使（日本テレビ、2008年2月6日（第2回放送））キャッチコピーは「ポロリ涙の狂言ガール」
- トリハダ3（フジテレビ、2008年4月2日）声の出演
- 和田アキ子物語（フジテレビ）薗田あかね（辺見えみり）の取り巻きの歌手役

### ネットテレビ
- ぶちぬき女芸人（あっ!とおどろく放送局）

### ラジオ
- FPアドバンスの切り落としカステラ season2（東京ネットラジオ）

### 舞台
- PLANET RUNNER公演『PIECE〜失われた欠片〜』（2005年）木村恵美 役